# 中国驻巴哈马大使馆
中华人民共和国驻巴哈马国大使馆（英語：Embassy of the People's Republic of China in the Commonwealth of The Bahamas），简称中国驻巴哈马大使馆，是中华人民共和国驻巴哈马的外交代表机构。